# Савёлова, Светлана Ивановна
Светла́на Ива́новна Савёлова (7 января 1942, Симферополь — 30 января 1999, Москва) — советская актриса театра и кино.

## Биография
В 1960 году в Ялте проходили съёмки фильма «Прощайте, голуби». Режиссёр фильма Яков Сегель никак не мог подобрать актрису на главную роль простой девушки. Начали снимать без неё, а Сегель отправился в Севастополь на поиски натуры. У режиссёра болела голова, он зашёл в аптеку и там за прилавком увидел юную Савёлову, лишь год назад окончившую школу. У неё не было актёрского опыта, но именно это устроило режиссёра. Таким образом Савёлова попала в кинематограф и сразу стала известной. Вместе с ней в фильме снялся молодой актёр Алексей Локтев.
После успешного дебюта в кино Савёлова (ранее мечтавшая о поступлении в медицинский институт) стала студенткой Щукинского театрального училища. По окончании училища в 1965 году поступила в Театр имени Е. Б. Вахтангова. С 1966 года до конца жизни работала в Московском государственном театре имени Ленинского Комсомола («Ленком»). Во второй половине 1960-х годов снялась в ряде проходных фильмов, в том числе в киноповести по ранним рассказам Максима Горького «По Руси» (1968), где снова выступила в дуэте с Алексеем Локтевым. Самая известная экранная роль Савёловой — «начинающий тренер» Лена Величко в популярной комедии Евгения Карелова «Семь стариков и одна девушка» (1968) — стала последней работой актрисы в кино.
Последней театральной работой актрисы стала роль в массовке спектакля «Мудрец».

### Личная жизнь
Студенткой Савёлова вышла замуж за однокурсника Геннадия Байсака, но брак быстро распался. Впоследствии были романы с Александром Збруевым, Николаем Караченцовым, Сергеем Миловановым.
В 1990-е годы Светлана Савёлова исчезла не только со сцены, но и из круга своего общения.
Скончалась 30 января 1999 года вследствие алкогольной интоксикации. Прах Савёловой захоронен на Николо-Архангельском кладбище (колумбарий 9, секция 6, ниша 303).

## Фильмография
| Год  |     | Название                     | Роль                                          |
| ---- | --- | ---------------------------- | --------------------------------------------- |
| 1960 | ф   | Прощайте, голуби             | Таня Булатова, медсестра                      |
| 1963 | ф   | Слуша-ай!..                  | Марийка                                       |
| 1964 | ф   | Зелёный огонёк               | Ира Савёлова, выпускница музыкального училища |
| 1964 | тсп | Повесть о молодых супругах   | Маруся Орлова, молодая жена                   |
| 1966 | ф   | Последний жулик              | Катя                                          |
| 1967 | ф   | День солнца и дождя          | Света, сестра Алёши                           |
| 1968 | ф   | По Руси                      | Таня                                          |
| 1968 | ф   | Семь стариков и одна девушка | Лена Величко, начинающий тренер               |
| 1988 | тсп | Три девушки в голубом        | Татьяна                                       |

## Критика
Анна Образцова в своей рецензии на фильм «Прощайте, голуби», опубликованной в журнале «Искусство кино», отметила, что Таня в исполнении Светланы Савёловой получилась непосредственной, чистосердечной, милой и в поведении, и в чувствах. По мнению Образцовой, несмотря на то, что по сценарию у Тани не полноценный характер, а только набросок, эскиз, Савёловой удалось всё сделать в этом характере правдивым: и бессознательное кокетство, и девичью стеснительность, и неожиданную смелость, и бессознательный порыв помочь Генке.